# František Omelka
František Omelka (* 19. August 1904 in Staré Město u Uherského Hradiště; † 23. Juli 1960 in Otrokovice) war tschechischer Lehrer für Tschechisch und Erdkunde, Jugendbuchautor und Esperanto-Übersetzer.

## Leben
Nach dem Besuch des Gymnasiums in Uherské Hradiště legte er sein Abitur am pädagogischen Institut in Přerov ab. Dort lernte er seine Frau mit gleichem Nachnamen, ebenfalls Lehrerin kennen. Beide heirateten und schrieben für verschiedene Zeitschriften. Nach dem Krieg war er Methodiker der tschechischen Sprache und wurde später als musterhafter Lehrer ausgezeichnet.
Seine Jugendbücher erschienen unter seinem eigenen Namen sowie unter seinem Pseudonym Rabatin, illustriert wurden sie meist von Zdeněk Butian und Jaromír Vraštil. Sein erfolgreichstes Buch war Štafeta, das in mehreren Sprachen übersetzt wurde.
Daneben veröffentlichte er pädagogische Abhandlungen.

## Werke
- Staffete (tschechisch Štafeta) (erschienen 1950 im Kinderbuchverlag Berlin und 1957 im Winkler-Verlag Köln) beschreibt eine tatsächliche Begebenheit aus dem Jahr 1925, als eine Diphtherieepidemie in Nome ausbrach.
- Velký admirál
- Pomoc přijde z hor
- Vlci proti Mustangům
- Tondova dobrodružství
- Hore dědinů
- Nebezpečí láká
- Pasáček
- Začalo to v III. A